# Juan Carlos Onganía
Juan Carlos Onganía Carballo, född 17 mars 1914 i Buenos Aires, död där 8 juni 1995, var en argentinsk militär och politiker. Han var Argentinas president 1966–1970.

## Biografi
Onganía kom till makten som militärdiktator efter att han störtat presidenten Arturo Illia i en statskupp som han själv kallade La Revolución Argentina (”den argentinska revolutionen”). (Även om peronismen - ledande politisk kraft i Argentina på den tiden - var förbjuden, sågs Illias UCR allmänt som legitimt valda.)

### Ekonomisk och social politik
Medan tidigare militärkupper i Argentina syftat till att sätta in tillfälliga övergångsjuntor vid makten, syftade Onganías politiska program till att upprätta en ny politisk och social ordning, som motsatte sig både liberal demokrati och kommunism, vilket gav militären en ledande roll i den politiska och ekonomiska styrningen av landet. Statsvetaren Guillermo O'Donnell benämnde denna typ av regimer "auktoritär-byråkratisk stat", med hänvisning till såväl Onganías regim, militärregimen i Brasilien (1964–1985), Augusto Pinochets regim i Chile (1973–1989) och Juan María Bordaberrys regim i Uruguay (1971–1976).
Som arméchef hjälpte Onganía 1963 till att krossa en revolt inom den argentinska marinen genom att mobilisera trupper som besatte upprorets marinbaser. Därefter vägrade han inledningsvis att dra tillbaka sina trupper efter att ett avtal om eldupphör hade godkänts av president José María Guido och hans kabinett, och övertygades att följa order först efter ett spänt möte.
Som militärdiktator förbjöd Onganía de politiska partierna och förde en korporativistiskt influerad politik kallad participacionismo (”participationism”, med stöd av fackföreningsledarna José Alonso och Augusto Vandor), genom vilken företrädare för olika intressegrupper inom industrin, arbetarklassen och jordbruket, skulle bilda kommittéer för att ge råd till regeringen; kommittéerna utsågs till stor del av diktatorn själv. Onganía avvecklade även strejkrätten (lag 16.936) och stödde en korporativistiskt ekonomisk och social politik, särskilt i Córdoba med den där utsedda guvernören, Carlos Caballero.
Onganías finansminister Adalbert Krieger Vasena påbjöd ett lönestopp under en inflation på 30 % samt en fyrtioprocentig devalvering av den argentinska peson, vilket försämrade den argentinska ekonomin, i synnerhet för jordbruket, och gynnade utländskt kapital. Krieger Vasena upphävde även kollektivavtalens giltighet och reformerade lagen om fossila bränslen, som hade etablerat ett partiellt monopol med oljebolaget YPF.

### Kultur- och utbildningspolitik
Onganías styre innebar ett slut på universitetens autonomi, som hade uppnåtts genom universitetsreformen 1918. Knappt en månad efter att ha kommit till makten genomförde hans regim den så kallade La Noche de los Bastones Largos (”De långa batongernas natt”) där Onganía beordrade polisen att invadera universitetet i Buenos Aires naturvetenskapliga fakultet. Studenter och lärare misshandlades och greps. Många var senare tvungna att lämna landet, vilket blev inledningen på en kompetensflykt som fortfarande har en negativ påverkan på den argentinska akademiska världen.
Onganía beordrade också repression mot alla former av ”immoralism”, med förbud mot bland annat minikjolar, långt hår för pojkar, och avantgardistiska konstnärliga rörelser. Denna moraliska kampanj favoriserade radikaliseringen av medelklassen, som var kraftigt överrepresenterade vid universiteten.

### Protester och fall
Så småningom motarbetades denna politik av de andra fraktionerna inom militären, som kände att dess inflytande i regeringen skulle försvagas. I slutet av maj 1968 tog general Julio Alsogaray avstånd från Onganía och rykten spreds om en eventuell statskupp, där Alsogaray ledde den konservativa oppositionen mot Onganía. I slutet av månaden avskedade Onganía ledarna för försvarsmakten: Alejandro Lanusse ersatte Julio Alsogaray, Pedro Gnavi ersatte Benigno Varela, och Jorge Martínez Zuviría ersatte Adolfo Alvarez.
Dessutom var Onganias regering försvagad av arbetar- och studentuppror som ägde rum i hela landet, särskilt i de centrala delarna, i städer som Córdoba och Rosario. I maj 1970 genomfördes ett andra uppror i Córdoba, med smeknamnet el Viborazo. Den dominerande militära fraktionen, ledd av general Lanusse, krävde att skulle Onganía avgå. När han vägrade störtades han av en militärjunta.